# Kasteel van Schoonhoven (België)
Het kasteel van Schoonhoven is een kasteelcomplex, gelegen in de Belgische plaats Aarschot, aan Diestsesteenweg 10.

## Geschiedenis
Midden 13e eeuw is er voor het eerst sprake van de naam Schoonhoven. Van einde 16e eeuw is de eerste tekening van het huus van Schoenhoeve, afkomstig uit het bezit van Karel III van Croÿ. Er was toen sprake van een omgracht kasteel dat via een dreef en een ophaalbrug bereikbaar was. Het kasteel lag op een motte en werd vermoedelijk omstreeks 1500 gebouwd in opdracht van Herman van Eynatten. Op de motte lag, naast dit kasteel, een schuur en een moestuin. Voorts waren er enkele vijvers, waarin vis werd gekweekt.
Een nieuw kasteel werd gebouwd in opdracht van Jean-Antoine van der Noot, en wel omstreeks 1770. Dit U-vormige kasteel werd opgetrokken in classicistische stijl. Het hoofdgebouw heeft een driehoekig fronton en beide zijvleugels zijn aan de kopgevel voorzien van een gebogen fronton. Er werd ook een voorhof gebouwd, welke echter in 1850 werd afgebroken.
Van 1903-1908 waren het de uit Frankrijk verdreven les Clercs de Saint-Viateur, die het kasteel tijdelijk huurden.
Door het kasteel kan men de slotkapel bereiken die aan het kasteel is vastgebouwd. Dit is een klein gebouwtje met een barok torentje met peervormige spits. Blijkens een jaartal is deze kapel in 1671 ge- of verbouwd. In de kapel bevindt zich stucwerk dat door J.C. Hansche werd vervaardigd.
Op de motte bevindt zich voor het kasteel een symmetrische tuin.
Bij het kasteel behoorde ook de Molen van Schoonhoven, een watermolen op de Grote Motte, gelegen aan Diestsesteenweg 12.